# 索博列夫卡湾
索博列夫卡湾（俄语：Бухта Соболевка）是鞑靼海峡的海湾，向东南向开口，伸入陆地0.5公里，入口宽1.9公里，深达7米，面积0.62平方公里，岸长2公里。乌斯季索博列夫卡位于它北部。